# Frederik Jan Stokhuyzen
Frederik Jan Stokhuyzen (Arnhem, 26 november 1842 – Den Haag, 2 maart 1930) was een Nederlands viceadmiraal en adjudant van H.M. de Koningin. Hij was ridder in de Militaire Willems-Orde en ridder in de Orde van de Nederlandse Leeuw.

## Loopbaan

### Vroege loopbaan
Stokhuyzen volgde het Koninklijk Instituut voor de Marine en werd op 1 oktober 1856 benoemd tot adelborst derde klasse bij de Marine (gelijktijdig met onder meer M.J.C. Lucardie en H. Quispel). Op november 1859 werd hij als adelborst eerste klasse (benoemd op 16 september) geplaatst op Zr. Ms. fregat Admiraal van Wassenaer. Hij werd vervolgens bevorderd tot luitenant ter zee tweede klasse en in oktober 1862 geplaatst aan boord van Zr. Ms. stoomschip Cycloop. Stokhuyzen kreeg in augustus 1867 de zilveren medaille als blijk van goedkeuring en tevredenheid van Z.M. de Koning omdat hij aan boord van Zr. Ms. schroefstoomschip Coehoorn op 13 oktober 1863 een poging deed tot het redden van een matroos uit de rivier van Suriname en hij drie mensen had gered na het omslaan van een sloep van eerder genoemd stoomschip tijdens een storm in de branding ter rede van Menado op 26 juli 1866.
Stokhuyzen diende tot augustus 1868 op Zr. Ms. transportschip met stoomvermogen Java en werd vervolgens op non-activiteit gesteld. Terug in Nederland werd hij tot assistent-directeur benoemd aan het Meteorologisch Instituut onder C. Buys Ballot (1 april 1869), waar hij werkzaamheden verrichtte onder de directeur der afdeling Zeevaart, eerste luitenant-ter-zee J.E. Cornelissen. Hij bedacht hier de inrichting tot het bevestigen van een geweerloop op het kanon; hierdoor werd met zeer geringe kosten een belangrijke uitbreiding gegeven aan de voorbereidende oefeningen voor het vuren met geschut. Stokhuyzen werd vervolgens, in 1872, weer geplaatst bij het eskader in de Indische wateren, namelijk als commandant van de roeikanonneerboot nummer 14 (dienstdoende wachtschip ter rede van Semarang). Bij Koninklijk Besluit van 30 juni 1873 werd hij per 1 juli van dat jaar benoemd tot luitenant-ter-zee eerste klasse
.

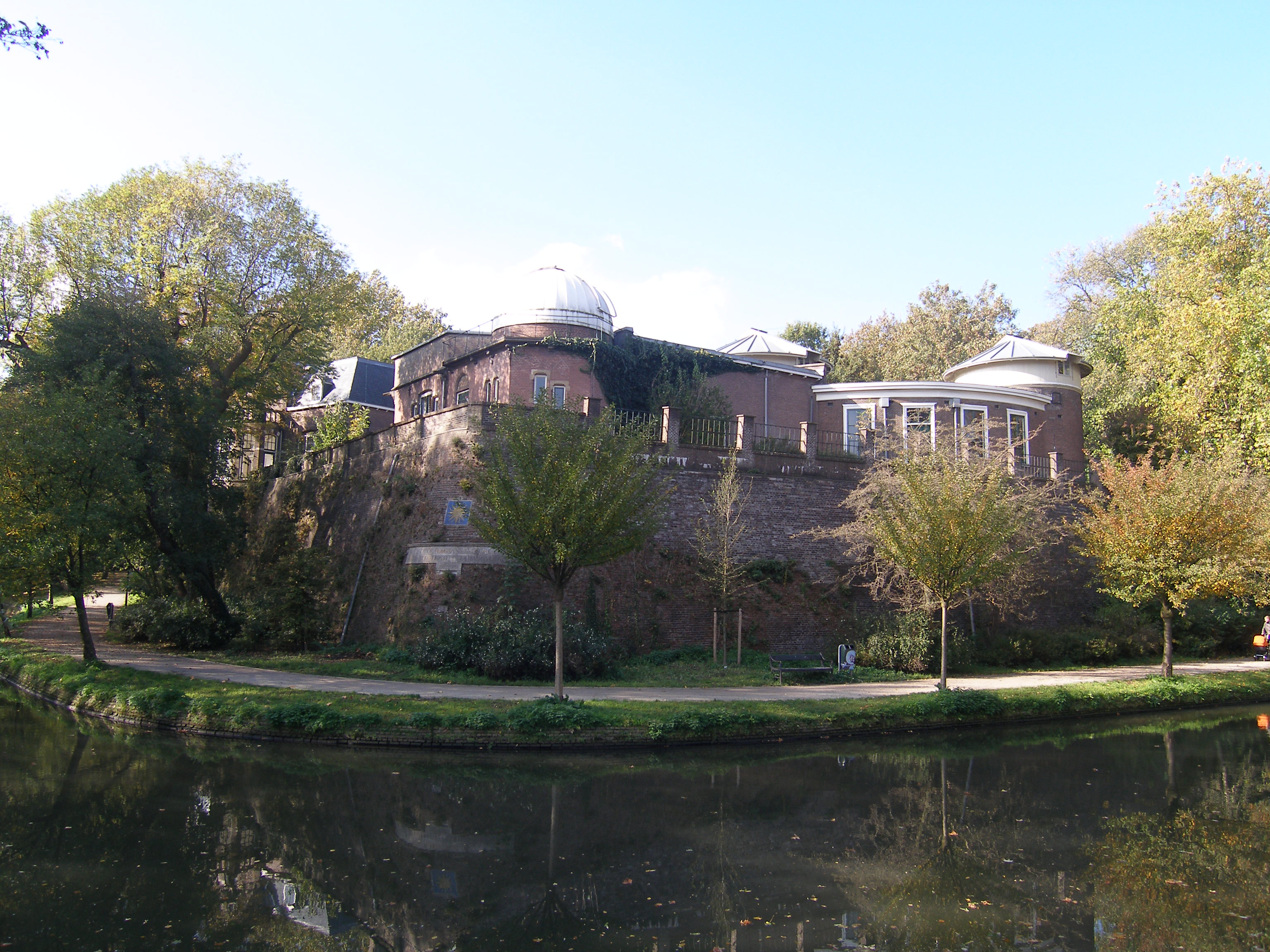
Meterologisch Instituut Sonnenborgh in Utrecht waar Stokhuyzen werkzaam was.

Met ingang van 1 februari 1877 werd hij gedetacheerd bij de Rijkswerf te Amsterdam en vervolgens geplaatst op het wachtschip te Willemsoord, alwaar hij in april 1880 op non-activiteit werd gesteld en toegevoegd aan het Indische eskader. In september 1883 keerde hij terug naar Nederland, werd bevorderd tot kapitein-luitenant-ter-zee en werd lid van de commissie die het examen voor adelborsten derde klasse moest afnemen (onder voorzitterschap van viceadmiraal F.A.A. Gregory). Per 1 november 1885 werd hij belast met de waarneming der betrekking van onderdirecteur en havenmeester der marine te Hellevoetsluis (tot 1 mei 1888). In juni 1889 werden Zr. Ms. ramschip Stier en de kanonneerboot Hefring aan de Rijkswerf te Willemsoord in dienst gesteld onder bevel van Stokhuyzen en luitenant-ter-zee eerste klasse L.C. Koster. Deze schepen waren bestemd voor de oefening der zeemiliciëns in het behandelen van het gepantserde materieel en om per 16 juli te worden opgenomen in de dan samen te stellen divisie voor binnenlandse dienst.

### Tochten door de Indische wateren

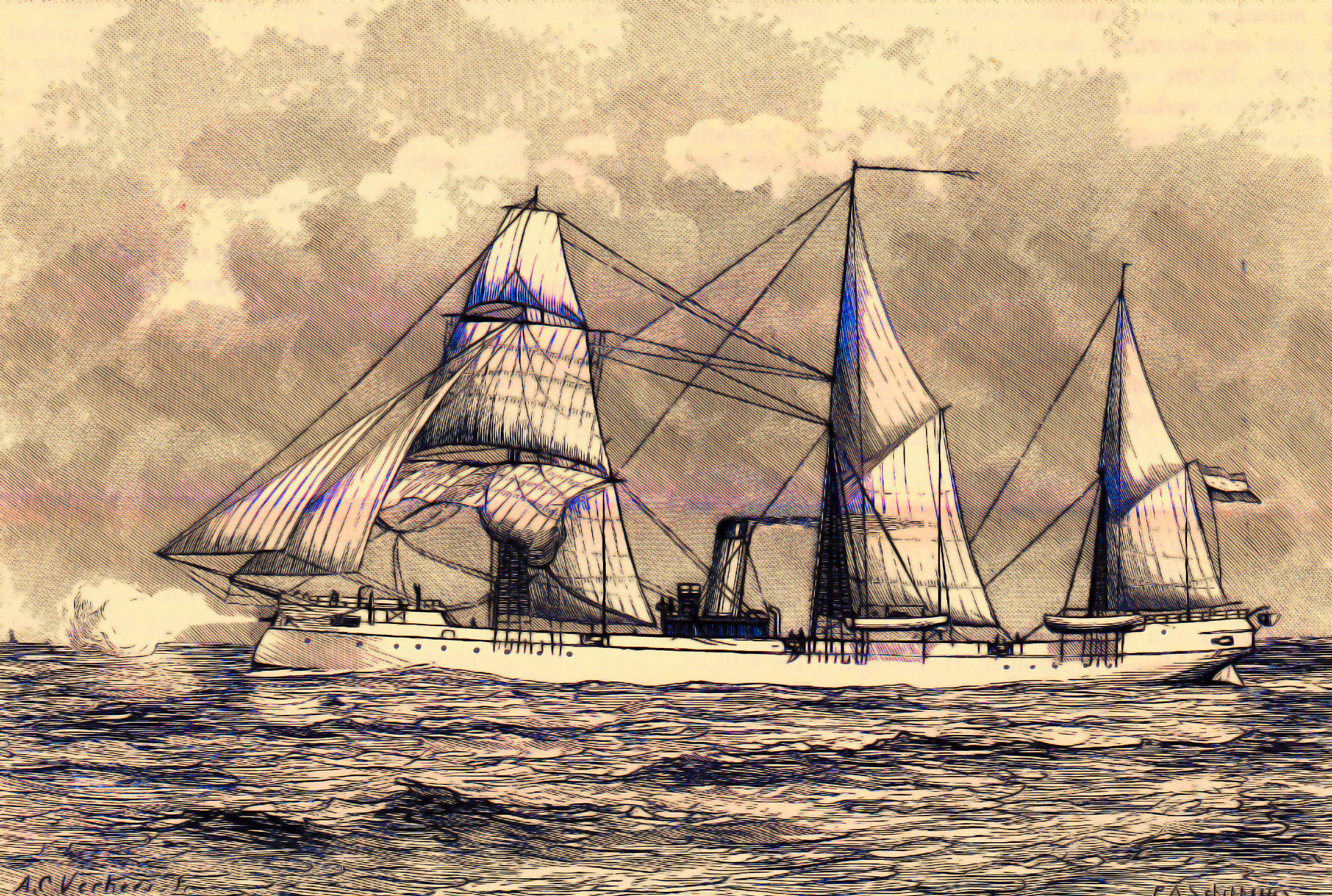
Schroefstoomschip Java, waarop Stokhuyzen voer.

Stokhuyzen voer het jaar daarop, in 1890, bij het Indische eskader achtereenvolgens op Zr. Ms. ramschip Stier (tot 5 juli) en vervolgens op Hr. Ms. schroefstoomschip Van Galen (waarmee hij in oktober 1890 de reis van Texel naar Indië maakte) en ook in 1891 en 1892 nog zeereizen maakte. Omstreeks diezelfde tijd werd hij bevorderd tot kapitein-ter-zee. In 1893 werd hij geplaatst op Hr. Ms. fregat De Ruyter, waarmee hij onder meer aan de expeditie naar Tamiang, op de oostkust van Sumatra, deelnam in de maanden februari, maart en april 1893. Genoemde expeditie was tegen opstandige Atjehnezen aldaar en eindigde met een Nederlandse overwinning.
Voor zijn verrichtingen aldaar werd Stokhuyzen bij Koninklijk Besluit van 20 februari 1894 nummer 33 benoemd tot ridder in de Militaire Willems-Orde. De uitreiking hiervan vond op plechtige wijze te Nieuwediep plaats op 21 juli van dat jaar. Hierna werd Stokhuyzen aangesteld tot chef van de marinestaf (juli 1895), benoemd tot lid van de directie van het weduwen- en wezenfonds der militaire officieren bij de zeemacht (tot 16 april 1898) en in september 1896 bevorderd tot schout-bij-nacht. Gedurende deze tijd gaf hij de nieuwe Koningin onderwijs in de zaken der Marine. In 1898 werd hij benoemd tot commandant van de zeemacht in Nederlands-Indië en chef van het Departement van Marine aldaar (opvolger van viceadmiraal G. Kruys), waarheen hij (als passagier) in april 1898 per Prinses Sophie vertrokken was.

### Commandant van de Marine in Nederlands-Indië

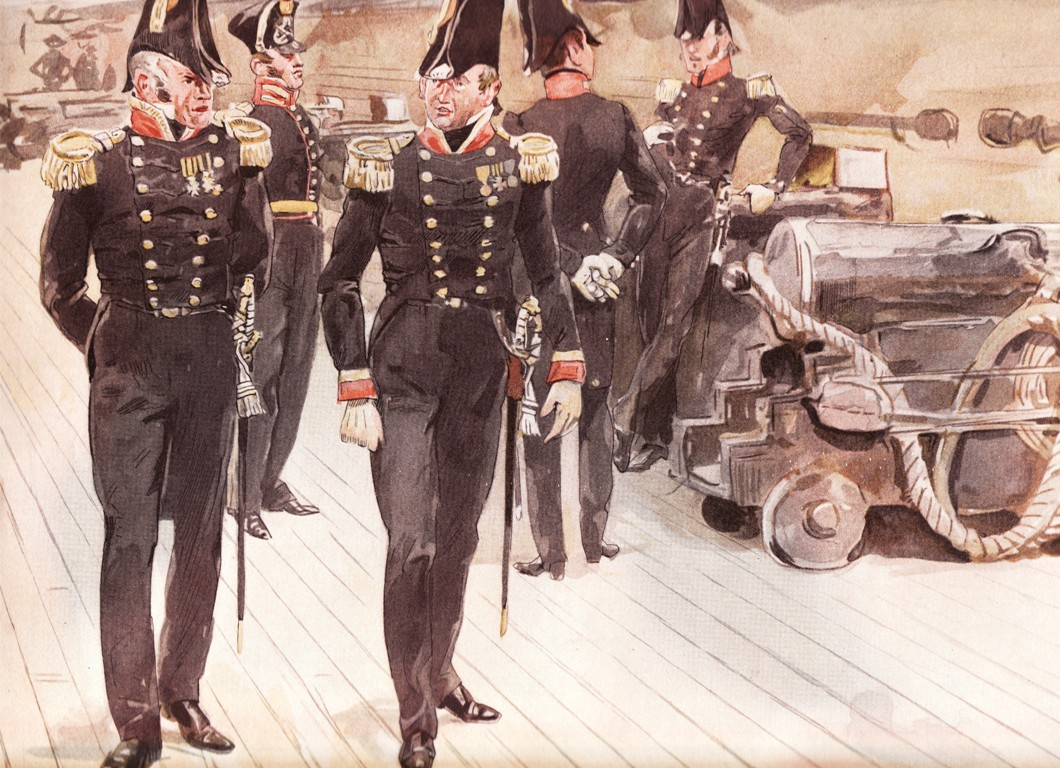
Officieren aan boord van een der oorlogsschepen.

In september van datzelfde jaar werd hij benoemd tot adjudant in buitengewone dienst van Hr. Ms. de Koningin. Dat was tegelijk met luitenant-generaal A. Kool, luitenant-generaal J.W. Bergansius, generaal-majoor H. Laman Trip, kolonel J.L. de Bock, kolonel tituair H.G.J. van Hoogstraten, kolonel J.W. Boellaart en luitenant-kolonel M.B. Rost van Tonningen. In Batavia werd in november 1899 een comité (Transvaal-fonds) gevormd om geld in te zamelen tot ondersteuning van de Transvalers en hun medestrijders, die tijdens de Tweede Boerenoorlog verminkt waren geraakt en tevens voor de nabestaanden van allen die in deze oorlog het leven hadden gelaten. Hiervan werd Stokhuyzen lid van het dagelijks bestuur. Datzelfde jaar, 1899, vierde hij zijn 40-jarige dienst als officier (gelijktijdig met schout-bij-nacht H. Quispel en viceadmiraal F.K. Engelbrecht) en was hij aanwezig bij de feestelijke intocht van de nieuwe gouverneur-generaal W. Rooseboom.

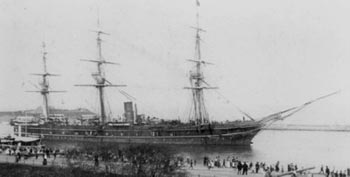
Schroefstoomschip De Ruyter, waarop Stokhuyzen voer.

In december 1900 kreeg hij vergunning tot het aannemen der tekenen van ridder eerste klasse in de Orde van de Kroon van Pruisen en hetzelfde jaar maakte hij deel uit van een commissie voor een huldeblijk aan Hr. Ms. de Koningin. Tot zijn verrichtingen als commandant van de Indische vloot behoorden een uitbreiding van de vloot met een pantserschip en twee pantserdekschepen, waardoor de Indische zeemacht voor het eerst beschikte over modern materieel. Verder werden er kustbatterijen aangelegd aan de toegangen tot de rede van Soerabaja, waardoor met geringe middelen veel tot de beveiliging van de basis van de vloot kon worden gedaan.
Door de grote activiteit in Atjeh en Onderhorigheden, het optreden in Djambi en de bokseropstand in China, die in 1903 ervoor zorgde dat er drie oorlogsschepen heengezonden moesten worden, was de taak van Stokhuyzen niet gemakkelijk. Hij deed daarnaast veel moeite voor de verbetering der dokgelegenheid en voor de inrichting van het marine-etablissement te Soerabaja. In december 1901 werd Stokhuyzen eervol ontheven van zijn commando der Indische vloot en opgevolgd door
schout-bij-nacht A.P. Tadema. Hij vroeg en verkreeg met ingang van 1 juli 1902 eervol ontslag uit de zeedienst onder dankbetuiging voor de vele en gewichtige diensten aan den lande bewezen. Hij werd in juli 1905 voor de tweede maal gevraagd Minister van Marine te worden, maar weigerde ook deze keer.

### Latere leven
In augustus 1906 werd de commissie Wijziging Uitgaven Zeemacht opgericht, die zich ten doel stelde, naar aanleiding van het Koninklijk Besluit van 3 oktober 1906 (wijziging der samenstelling van de zeemacht in Nederlands-Indië), om voorstellen te doen tot herziening van de inhoud van het Koninklijk Besluit van 27 juli 1896 in dier voege dat een doelmatige samenstelling en indeling der zeemacht in Nederlands-Indië ook in het vervolg mogelijk was en dat de uitgave voor die zeemacht naar redelijkheid tussen de staatsbegroting en de begroting voor Nederlands-Indië zou worden verdeeld. Naast Stokhuyzen namen ook onder meer luitenant-generaal W. Rooseboom (voorzitter), kapitein-luitenant ter zee G.P. van Hecking Colenbrander, kolonel der mariniers J.B. Verheij en oud zeeofficier O.J.E. van Wassenaer van Catwijck deel aan deze commissie. De commissie bracht in 1908 rapport uit aan H.M. de Koningin.
Stokhuyzen was in 1906 daarnaast lid van de Algemene Raad van de Vereniging Onze Vloot. Datzelfde jaar werd de kanseliersfunctie van de beide Nederlandse ridderorden weer hersteld en zo weer in overeenstemming met de wettelijke bepalingen gebracht. Na de splitsing werd Stokhuyzen Kanselier van de Militaire Willems-Orde (oktober), een functie die sinds 1838 met die van kanselier van de Orde van de Nederlandse Leeuw in één hand was geweest en sinds 1849 "kanselier der Nederlandse Ridderorden" werd genoemd. Hij vierde op 16 september 1909 het feit dat hij 50 jaar daarvoor tot officier was benoemd. Op 20 september 1916 werd Stokhuyzen eervol ontslagen als Kanselier en opgevolgd door de gepensioneerde commandant van het Indische leger W. Boetje. In 1925 verscheen hij nog op het feest ter gelegenheid van de 90ste verjaardag van generaal-majoor L.W.C. Gerlach en in 1930 overleed hij te Den Haag. Tijdens zijn begrafenis op Nieuw Eik en Duinen sprak onder meer viceadmiraal G.P. van Hecking Colenbrander. Zijn devies was: Geeft God de wind dan geef ik de zeilen.

## Decoraties
Stokhuyzen was adjudant van H.M. de Koningin, Ridder in de Orde van de Nederlandse Leeuw, Drager van het Ereteken voor Belangrijke Krijgsbedrijven met twee gespen en Grootkruis van de Pruisische Kroonorde.